# Mooresville (Carolina del Nord)
Mooresville és una població dels Estats Units a l'estat de Carolina del Nord. Segons el cens del 2000 tenia 18.823 habitants.

## Demografia
Segons el cens del 2000, Mooresville tenia 18.823 habitants, 7.139 habitatges i 5.082 famílies. La densitat de població era de 494,7 habitants per km².
Dels 7.139 habitatges en un 39,1% hi vivien nens de menys de 18 anys, en un 54,9% hi vivien parelles casades, en un 12,7% dones solteres, i en un 28,8% no eren unitats familiars. En el 24% dels habitatges hi vivien persones soles el 8,1% de les quals corresponia a persones de 65 anys o més que vivien soles. El nombre mitjà de persones vivint en cada habitatge era de 2,58 i el nombre mitjà de persones que vivien en cada família era de 3,09.
Per edats la població es repartia de la següent manera: un 28,7% tenia menys de 18 anys, un 7,3% entre 18 i 24, un 34,3% entre 25 i 44, un 18,4% de 45 a 60 i un 11,2% 65 anys o més.
L'edat mediana era de 34 anys. Per cada 100 dones de 18 o més anys hi havia 88,8 homes.
La renda mediana per habitatge era de 42.943 $ i la renda mediana per família de 51.011 $. Els homes tenien una renda mediana de 39.524 $ mentre que les dones 24.939 $. La renda per capita de la població era de 20.549 $. Entorn del 5,6% de les famílies i el 7,2% de la població estaven per davall del llindar de pobresa.

## Poblacions més properes
El següent diagrama mostra les poblacions més properes.